# Egg am Etzel
Egg am Etzel är en ort i kantonen Schwyz.

## Befolkningsutveckling
| Befolkningsutveckling | Befolkningsutveckling |
| Årtal                 | Invånare              |
| --------------------- | --------------------- |
| 1860                  | 427                   |
| 1905                  | 390                   |
| 1960                  | 416                   |
| 2000                  | 474                   |

## Berömda personer
- Theophrast von Hohenheim, Paracelsus (1493–1541)

## Sport
- Som vintersportort har man bland annat anordnat världsmästerskapen i skidskytte 1985 för damer.